# 東太平洋海嶺

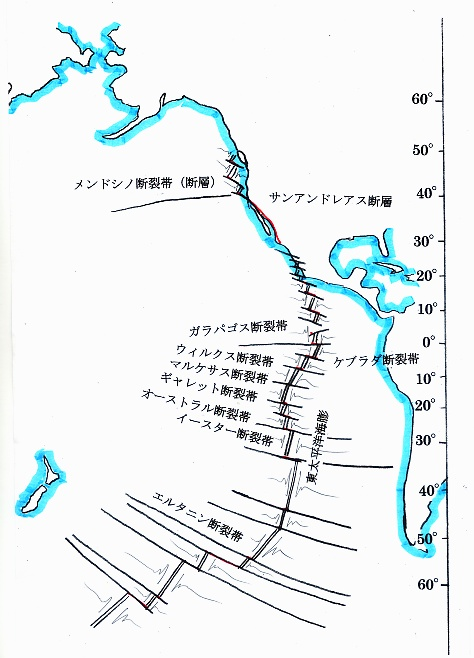
東太平洋海膨

東太平洋海嶺（ひがしたいへいようかいれい）、もしくは東太平洋海膨（ひがしたいへいようかいぼう）は、南極海から太平洋にかけて延びる太平洋の中央海嶺。

## 位置

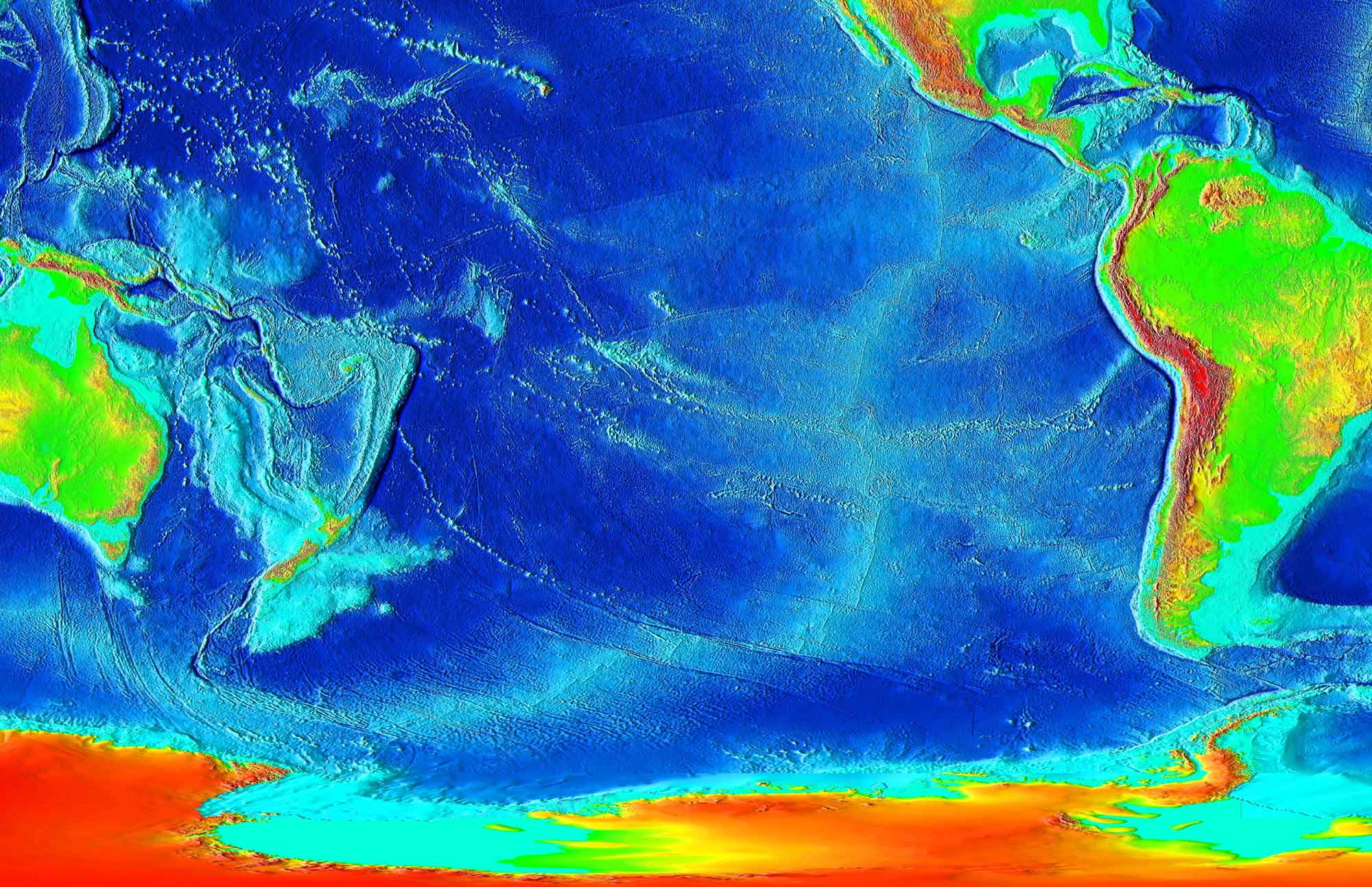
東太平洋海膨

ニュージーランド南方のマッコーリー島の南の南極海から、東方向に延び、イースター島、ガラパゴス諸島の西を北に延び、カリフォルニア湾まで続く。南部は太平洋南極海嶺とも呼ばれる。
南側は南東インド洋海嶺、北側はサンアンドレアス断層（トランスフォーム断層）につながっている。また、イースター島西方沖でチリ海嶺、ガラパゴス諸島西方沖でガラパゴス海嶺、南シエラマドレ山脈南方沖で中央アメリカ海溝と分岐している。

## プレート
太平洋プレートと、（南から）南極プレート・ナスカプレート・ココスプレート・北アメリカプレートの4プレートとの境界。